# Vaira Vīķe-Freiberga
Vaira Vīķe-Freiberga (Riga, 1937. december 1.) lett politikus, 1999-2007 között Lettország elnöke.

## Gyermekkora
Apja Kārlis Vīķis tengerész volt, anyja Annamarija Vīķe. Vaira születése után néhány héttel apja egy tengeri balesetben életét veszítette. Anyja később újból férjhez ment, Edgars Hermanovičs tengerészhez. A második világháború végén, a Vörös Hadsereg elől menekülve, 1944. december 31-én családjával elhagyták Lettországot. A visszavonuló német csapatokkal először Németországba mentek, ahol néhány évig egy menekülttáborban éltek Lübeckben, ott végezte el az általános iskolát. Később a család Marokkóba, Casablancába költözött, középiskolai tanulmányait ott egy francia gimnáziumban végezte. 16 éves volt, amikor a család 1954-ben átköltözött Kanadába, ahol az észak-amerikai lett emigráció központjának számító Torontóban telepedtek le.

## Szakmai karrierje
Kanadában először egy évig bankban dolgozott. 17 évesen iratkozott be a Torontói Egyetemre, ahol pszichológiát tanult. 1958-ban szerzett bachelor, majd 1960-ban master fokozatot, közben a montreali McGill Egyetemen is tanult. 1960–1961-ben gyakorló pszichológusként dolgozott, majd visszatért a McGill Egyetemre, ahol 1965-ben PhD-fokozatot szerzett. Vaira Vīķe-Freiberga tudományos kutatóként és egyetemi oktatóként is igen sikeres pályát futott be. 1965–1998 között a Montreali Egyetem Pszichológia tanszékének munkatársa volt. Kilenc könyve, 160 tudományos publikációja jelent meg a pszichológia témakörében. A Kanadai Királyi Tudományos Akadémia francia nyelvű szekciójának az elnökeként is tevékenykedett. Több éven keresztül képviselte Kanadát a NATO „Human Factor” nevű tudományos programjában Brüsszelben. 1957-től aktív tagja volt a kanadai lett közösségnek. Az emigráns lett fiataloknak lett néprajzi és népzenei előadásokat tartott.

## Politikai pálya
A szovjet megszállás megszűnte után, 1998-ban visszatért Lettországba. A lett kultúra külföldi népszerűsítésével foglalkozó Lett Intézet vezetőjévé nevezték ki. Egy évvel később, 1999-ben a lett parlament, a Szejm (Saeima) Lettország elnökévé választotta. Vaira Vike-Freiberga eredetileg nem volt jelölt, de az elnökválasztási folyamat során előállt patthelyzetben mint pártoktól független jelölt merült fel a neve. A parlament 1999. június 10-én választotta meg államfőnek, és 1999. június 17-én lépett hivatalba. Az első négyéves elnöki ciklust követően, 2003. június 20-án másodszor is a Lett Köztársaság elnökévé választották, így 2007. július 7-éig töltötte be ezt a posztot.
A lett alkotmány 53. cikkelye által biztosított gyenge elnöki jogköréből adódóan belpolitikai téren kevésbé aktív, pártpolitikai ügyekbe nem bocsátkozik. Elnöki tevékenysége során inkább a külpolitikában mutat nagy aktivitást. Nemzetközi hírnevét és tekintélyét felhasználva sokat tett országa NATO- és EU-csatlakozása érdekében. A II. világháború utáni szovjet (orosz) megszállást elítéli, több alkalommal is követelte a bocsánatkérést Oroszországtól. Amerikai gyökereiből adódóan is erős amerikai kötődés jellemzi. Lettországban az egyik legnépszerűbb és legtekintélyesebb politikusnak számít.

## Magánélet
Férje Imants Freibergs, informatikát tanított a Montreali Egyetemen. Két gyermekük van. Fia, Kārlis Lettországban él. Lánya, Indra Londonban dolgozik.

## Külső hivatkozások
- A Lett Köztársaság Elnöki Hivatala